# Mynele TV
Mynele TV a fost un post de televiziune de muzică din România, lansat la începutul lunii iulie 2008 de cântărețul român Costi Ioniță.
Postul și-a început emisia cu difuzarea de manele.
Mynele TV putea fi recepționat în principal prin satelit, la el având acces toți abonații DigiTV,  Focus Sat și Orange TV. Licența pentru postul de televiziune a fost obținută în octombrie 2007. Pe data de 10 martie 2015, CNA i-a retras licența postului Mynele TV, după ce acesta și-a întrerupt emisia pentru mai mult de 96 de ore.